# Black bottom

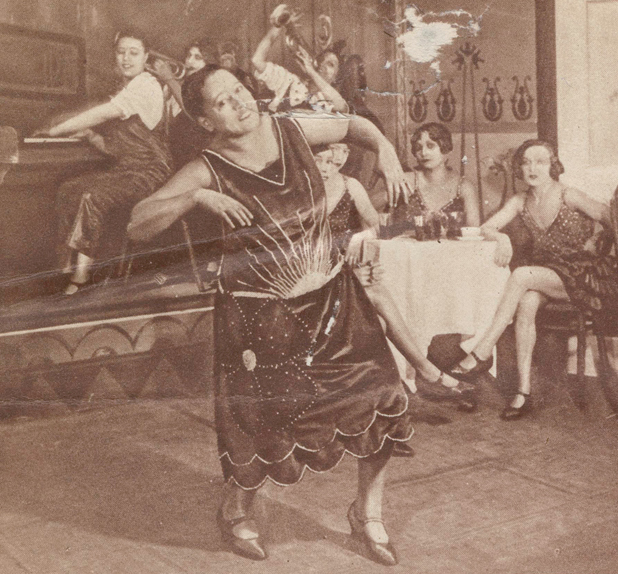
1926

Black bottom är en amerikansk modedans i 2/4 takt, som lanserades 1926 i USA, kom till Paris samma år och Stockholm 1927. Dansen blev mycket populär men blev snabbt bortglömd.